# Matilde Politi
Matilde Politi (Palermo, 17 ottobre 1976) è una cantautrice italiana, interprete di musica tradizionale siciliana.
Oltre a cantare, suona diversi strumenti: chitarra, fisarmonica, tamburo a cornice, percussioni, marranzano.

## Biografia
Si laurea in antropologia culturale, alla facoltà di Sociologia dell'Università "La Sapienza" di Roma nel 1999, avendo maturato esperienza nel mondo della musica e del teatro fin dal 1992, in particolare presso la Fondazione Pontedera Teatro. Nelle numerose produzioni teatrali cui partecipa, è attiva come attrice, cantante e musicista, curando le parti musicali degli spettacoli e operando come trainer vocale degli attori.
Dopo una lunga esperienza di autoformazione, un costante lavoro di ricerca e un'intensa attività di artista di strada, con repertorio folk americano, spagnolo e siciliano, nel 2000 prende a specializzarsi sul repertorio di tradizione orale siciliano, mantenendo attivo un riferimento alle musiche tradizionali di area mediterranea.

## Discografia
- 2007 - A tirannia. Canti politici e storici del popolo in Sicilia - Matilde Politi/Teatro del Sole, Palermo[1]
- 2008 - Si eseguono riparazioni dell'anima[2] - Arcimiccica, Catania (riedito nel Regno Unito come Folksongs from Sicily[3] - ARC Music, UK, 2009)
- 2013 - Vacanti sugnu china - Felmay Records

### Collaborazioni
- 2002 - Guido Politi, Fili di rafia - Guido Politi
- 2006 - AA.VV., Vuccirìa[4] - Città di Palermo/Teatro del Sole, Palermo
- 2006 - AA.VV., Siciliae[5] - DejaVu
- 2006 - AA.VV., Alavò[6] - Teatro del Sole, Palermo/Comune di Palermo per Kals'art 2006
- 2007 - Guido Politi, Bora - Pop Eyes/Siculiana
- 2007 - Ma'arìa (Valeria Cimò/Matilde Politi/Lajos Zsivkov), Sugnari - Folkclub Ethnosuoni (Casale Monferrato)
- 2008 - AA.VV., Buon compleanno Rosa. Omaggio a Rosa Balistreri[7] - Teatro del Sole, Palermo
- 2009 - AA.VV., Di questa terra facciamone un giardino. Tributo a Pino Veneziano[8] (libro e CD) - Coppola
- 2009 - Onda Mediterranea, Onda mediterranea. Un mare di suoni - Curva minore

## Premi
- 2009 - Premio Rosa Balistreri e Alberto Favara
- 2010 - Premio Teresa Viarengo
- 2010 - Menzione speciale della giuria al Napoli Film Festival a Matilde Politi e Doug Gallob per la colonna sonora del film Profumo di lumia, di Joel Stangle.